# Noemia simplicicollis
Noemia simplicicollis är en skalbaggsart som först beskrevs av Maurice Pic 1926.  Noemia simplicicollis ingår i släktet Noemia och familjen långhorningar.
Artens utbredningsområde är Laos. Inga underarter finns listade i Catalogue of Life.